# Wallada bint al-Mustakfi
Wallada bint al-Mustakfi (arab. ‏ولادة بنت المستكفي‎, ur. 994 lub 1010 w Kordobie, zm. 1087 lub 26 marca 1091 tamże) – andaluzyjska arabska poetka, pochodząca z panującego w Kordobie rodu Umajjadów.

## Życiorys
Jej ojcem był Muhammad ibn Abd ar-Rahman ibn Ubajd Allah, jako Muhammad III jeden z ostatnich umajjadzkich kalifów Kordoby, matką – chrześcijańska niewolnica, prawdopodobnie o imieniu Sukkara. Z racji swojej wysokiej pozycji społecznej Wallada nigdy nie wyszła za mąż. Po śmierci ojca w 1025 r. odziedziczyła jego majątek, który przypadł jej z powodu braku męskiego dziedzica Muhammada. Spadek ten umożliwił jej niezależność i posiadanie w Kordobie dworu, będącego swego rodzaju „salonem literackim”, gromadzącym andaluzyjskich poetów i literatów. Na dworze tym przebywały także kobiety, dla których była to forma edukacji; były wśród nich także osoby niskiego stanu. Uczennicą Wallady była m.in. córka sprzedawcy fig, poetka Muhja bint at-Tajjani, którą z mistrzynią mógł łączyć intymny związek. 
Była blondynką, o jasnej karnacji i niebieskich oczach. Bardzo dumna ze swojej urody nie nosiła hidżabu. Jednym z wyrazów jej wolności było swobodne zachowanie seksualne. Nie ukrywała swoich związków z mężczyznami, w tym ze znanym poetą Ibn Zajdunem, czy z Ibn Abdusem. Zmarła w pałacu Ibn Abdusa.
Na ramionach swojej sukni miała wyhaftowany jeden ze swoich wierszy:
أنا والله أصلح للمعالي

وأمشي مشيتي وأتيه تيهاً

أمكن عاشقي من صحن خدي

وأعطي قبلتي من يشتهيها
Anā wa-l-lāhi aṣluḥu li-l-maʿālī

wa-amšī mišyatī wa-atīhu tīhā

umkinu ʿāšiqī min ṣaḥni ḫaddī

wa-uʿṭī qublatī man yaštahīhā

## Twórczość
Zachowało się niewiele jej poezji. Współcześnie znane jest tylko osiem krótkich tekstów przypisywanych Walladzie, przekazanych przez źródła arabskie. Większość z nich związana jest z Ibn Zajdunem (trzy wiersze miłosne i trzy skierowane przeciw niemu satyry), pozostałe to dwuwiersze z sukni oraz jedna satyra.
Według Ibn Bassama (1058–1147), andaluzyjskiego historyka i poety, większość twórczości Wallady stanowiły satyry, często operujące dosadnym i wulgarnym językiem.

## Wpływ i upamiętnienie

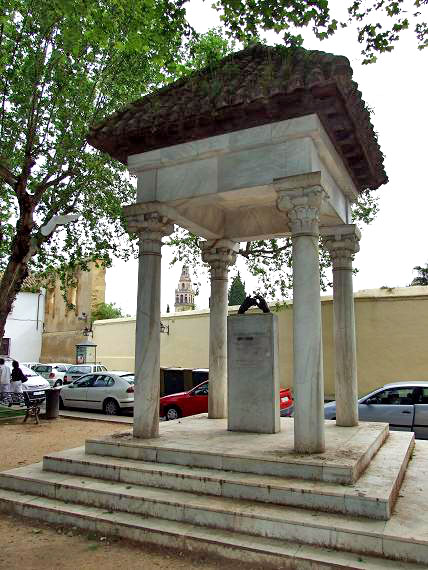
Pomnik Kochanków, Kordoba

W 1971 r., w 900. rocznicę śmierci poety, na placu El Campo Santo de los Mártires w Kordobie został umieszczony Pomnik Kochanków lub Kochankowie, będący symbolicznym przedstawieniem rąk Ibn Zajduna i Wallady.
Zajmujący się muzyką dawną Eduardo Paniagua wraz z zespołem El Arabi Ensemble wydał w 2003 roku płytę z muzyczną interpretacją wierszy Wallady i Ibn Zajduna.